# 王巨禄
王巨禄（1945年9月—），河南省温县人。1968年12月参加工作，1973年5月加入中共。北京政法学院法律系毕业，东北大学工商管理专业在职研究生毕业。
早年曾在辽宁省凌源县工作十二年。1980年，任辽宁省建平县委副书记、县长。1982年，任共青团辽宁省委书记。1985年，升任中共辽宁省委常委、省委政法委书记。1987年，任中共辽宁省委副书记、省委政法委书记。1990年，任中共辽宁省委常委、鞍山市委书记。1993年，任中华人民共和国司法部副部长。
1995年，任第八届全国政协副秘书长。1998年，任第九届全国政协副秘书长。2003年，任第十届全国政协副秘书长。
2005年1月，转任黑龙江政协主席。2011年1月卸任黑龙江政协主席。2013年任第十二届全国政协社会和法制委员会副主任。
第八届、第十一届、第十二届全国政协委员，第九届、第十届全国政协常务委员。